# Kirsten Hansen-Møller
Kirsten Hansen-Møller (* 9. Juli 1942 in Holstebro; † 21. Juni 2023) war eine dänische Schauspielerin.

## Werdegang
Kirsten Hansen-Møller absolvierte ihre Schauspielausbildung von 1962 bis 1965 an der Eleveskole des Königlichen Theaters Kopenhagen und war dort bis 1980 als festes Ensemblemitglied engagiert; danach war sie freischaffend tätig. Im Fernsehen wurde sie vor allem als Rikke in der Serie Oh, diese Mieter und als Marie Hansen in Die Leute von Korsbaek bekannt. Zudem wirkte sie in fünf Filmen der Olsenbande-Reihe mit. Insgesamt wirkte sie in mehr als 30 Film-und-Fernsehproduktionen mit. In den 1980er-Jahren zog sie sich aus der Filmbranche zurück und arbeitete als Moderatorin und Programmmitarbeiterin für Radio und Fernsehen. 
Sie war ab 1966 mit dem Filmproduzenten Bo Christensen verheiratet. Den frühen Krebstod ihrer Tochter Theresa († 1998) verarbeitete sie 2003 in dem Buch Den første vintergæk.

## Filmografie
- 1966: I stykker (Fernsehfilm)
- 1967: Far laver sovsen
- 1968: Det er ikke til at bære (Fernsehfilm)
- 1968: Det var en lørdag aften
- 1968: Mig og min lillebror og storsmuglerne
- 1969: Die Olsenbande in der Klemme (Olsen-banden på spanden)
- 1970: Frøken Rosita – Blomsternes sprog (Fernsehfilm)
- 1970: Svejk i anden verdenskrig (Fernsehfilm)
- 1970–1973; 1977: Oh, diese Mieter (Huset på Christianshavn; Fernsehserie)
- 1971: Ballade på Christianshavn
- 1972: Mascarade (Fernsehfilm)
- 1972: Manden på Svanegården
- 1973: Den stundesløse (Fernsehfilm)
- 1975: Die Olsenbande stellt die Weichen (Olsen-banden på sporet)
- 1976: Affæren i Mølleby
- 1977: Die Olsenbande schlägt wieder zu (Olsen-banden deruda’)
- 1978: Fruentimmerskolen (Fernsehfilm)
- 1978: Die Olsenbande steigt aufs Dach (Olsen-banden går i krig)
- 1978–1981: Die Leute von Korsbaek (Fernsehserie)
- 1979: Dina (Fernsehfilm)
- 1979: Sanct Hansaften-spil (Fernsehfilm)
- 1980: Næste stop – Paradis
- 1981: Die Olsenbande fliegt über alle Berge (Olsen-banden over alle bjerge)
- 1982: Een stor familie (Fernsehserie; Episodenrolle)
- 1983: Med lille Klas i kufferten
- 1984: Kopenhagen – mitten in der Nacht (Midt om natten)
- 1985: Eldorado for dyr (Fernsehserie)
- 1989: Station 13 (Fernsehserie; Episodenrolle)